# Proseč (Záhoří)
Proseč je malá vesnice, část obce Záhoří v okrese Semily. Nachází se asi 2,5 kilometru severovýchodně od Záhoří. Prochází zde silnice II/292, spojující města Semily (čtyři kilometry jihovýchodně) a Železný Brod (tři kilometru severozápadně).
Proseč leží v katastrálním území Záhoří u Semil o výměře 4,91 km².

## Historie
První písemná zmínka o vesnici pochází z roku 1543.

## Pamětihodnosti
- Pískovcový krucifix se zdobeným podstavcem (před čp. 17)
- Zvonička ve středu vsi (čp. 21)
- Boží muka (jižně od vsi, u hřiště)
- Několik obytných i hospodářských staveb pojizerské lidové architektury, popř. architektury 19. a počátku 20. století
- Hřbitov jižně od vsi
- Pomník Bohuslava Lásky (1897–1943), který se stal obětí nacistické okupace (asi 600 metrů jihovýchodně od vsi, napravo od silnice do Semil)
- Geologickou zajímavostí je odkryv kyselých a bazických hornin železnobrodského vulkanického komplexu (v zatáčce silnice II/292 z Proseče do Pelechova)[5]
- Lom na pliocenní bazanit s ukázkami sloupcovité odlučnosti této horniny a s hojným výskytem nodulí olivínu v hornině (západně od silničky z Proseče do Záhoří)[6]